# Diagoras (geslacht)
Diagoras is een geslacht van Phasmatodea uit de familie Phasmatidae. De wetenschappelijke naam van dit geslacht is voor het eerst geldig gepubliceerd in 1877 door Carl Stål.

## Soorten
Het geslacht Diagoras is monotypisch en omvat slechts de volgende soort:
- Diagoras ephialtes Stål, 1877